# Liste der Nummer-eins-Hits in der Schweiz (1999)
Dies ist eine Liste der Nummer-eins-Hits in der Schweiz im Jahr 1999. Sie basiert auf den Top 100 Singles und Top 100 Alben der offiziellen Schweizer Hitparade. Es gab in diesem Jahr acht Nummer-eins-Singles und 15 Nummer-eins-Alben.

## Singles
| ← 1998 ← | Liste der Nummer-eins-Hits in der Schweiz | Liste der Nummer-eins-Hits in der Schweiz | Liste der Nummer-eins-Hits in der Schweiz                                                                          | 2000 →                    |
| \| Zeitraum \| Wo. ges. \| Interpret \| Titel Autor(en) \| Zusätzliche Informationen \| \| (Zeitraum, Wochen auf Platz eins, Interpret, Titel, Autor[en], zusätzliche Informationen) \| \| \| \| \| \| ----------------------------------------------------------------------------------------- \| -------- \| --------------- \| ------------------------------------------------------------------------------------------------------------------ \| ------------------------- \| \| 6. Dezember 1998 – 9. Januar 1999 5 Wochen \| 5 \| Cher \| Believe Brian Thomas Higgins, Paul Michael Barry, Steve Torch \| – \| \| 10. Januar 1999 – 13. März 1999 9 Wochen \| 9 \| Emilia \| Big Big World Emilia Hanna Rydberg, Lars Olof Stig Andersson \| – \| \| 14. März 1999 – 15. Mai 1999 9 Wochen \| 9 \| Britney Spears \| … Baby One More Time Martin Karl Sandberg \| – \| \| 16. Mai 1999 – 5. Juni 1999 3 Wochen \| 3 \| Backstreet Boys \| I Want It That Way Martin Karl Sandberg, Andreas Mikael Carlsson \| – \| \| 6. Juni 1999 – 21. August 1999 11 Wochen \| 11 \| Lou Bega \| Mambo No. 5 (A Little Bit Of …) Musik: Dámaso Pérez Prado; zusätzlicher Text: Christian Pletschacher, David Lubega \| – \| \| 22. August 1999 – 6. November 1999 11 Wochen \| 11 \| Eiffel 65 \| Blue (Da Ba Dee) Musik: Maurizio Lobina, Gianfranco Randone; Text: Massimo Gabutti, Maurizio Lobina \| – \| \| 7. November 1999 – 11. Dezember 1999 5 Wochen \| 5 \| Oli.P \| So bist du (und wenn du gehst …) Musik: Peter Maffay; Text: Bernd Meinunger \| – \| \| 12. Dezember 1999 – 12. Februar 2000 9 Wochen \| 9 \| R. Kelly \| If I Could Turn Back the Hands of Time Jack Daniels, Bonnie F. Thompson \| – \| |                                           |                                           | |                           |
| ← 1998 |                                           |                                           | | → 2000 →                  |
| Zeitraum | Wo. ges.                                  | Interpret                                 | Titel Autor(en) | Zusätzliche Informationen |
| (Zeitraum, Wochen auf Platz eins, Interpret, Titel, Autor[en], zusätzliche Informationen) |                                           |                                           | |                           |
| 6. Dezember 1998 – 9. Januar 1999 5 Wochen | 5                                         | Cher                                      | Believe Brian Thomas Higgins, Paul Michael Barry, Steve Torch                                                      | –                         |
| 10. Januar 1999 – 13. März 1999 9 Wochen | 9                                         | Emilia                                    | Big Big World Emilia Hanna Rydberg, Lars Olof Stig Andersson                                                       | –                         |
| 14. März 1999 – 15. Mai 1999 9 Wochen | 9                                         | Britney Spears                            | … Baby One More Time Martin Karl Sandberg                                                                          | –                         |
| 16. Mai 1999 – 5. Juni 1999 3 Wochen | 3                                         | Backstreet Boys                           | I Want It That Way Martin Karl Sandberg, Andreas Mikael Carlsson                                                   | –                         |
| 6. Juni 1999 – 21. August 1999 11 Wochen | 11                                        | Lou Bega                                  | Mambo No. 5 (A Little Bit Of …) Musik: Dámaso Pérez Prado; zusätzlicher Text: Christian Pletschacher, David Lubega | –                         |
| 22. August 1999 – 6. November 1999 11 Wochen | 11                                        | Eiffel 65                                 | Blue (Da Ba Dee) Musik: Maurizio Lobina, Gianfranco Randone; Text: Massimo Gabutti, Maurizio Lobina                | –                         |
| 7. November 1999 – 11. Dezember 1999 5 Wochen | 5                                         | Oli.P                                     | So bist du (und wenn du gehst …) Musik: Peter Maffay; Text: Bernd Meinunger                                        | –                         |
| 12. Dezember 1999 – 12. Februar 2000 9 Wochen | 9                                         | R. Kelly                                  | If I Could Turn Back the Hands of Time Jack Daniels, Bonnie F. Thompson                                            | –                         |

## Alben
| ← 1998 ← | Liste der Nummer-eins-Hits in der Schweiz | Liste der Nummer-eins-Hits in der Schweiz | Liste der Nummer-eins-Hits in der Schweiz | 2000 →                    |
| \| Zeitraum \| Wo. ges. \| Interpret \| Titel \| Zusätzliche Informationen \| \| (Zeitraum, Wochen auf Platz eins, Interpret, Titel, zusätzliche Informationen) \| \| \| \| \| \| ------------------------------------------------------------------------------ \| -------- \| ---------------------- \| ----------------------------- \| ------------------------- \| \| 6. Dezember 1998 – 9. Januar 1999 5 Wochen \| 5 \| Céline Dion \| These Are Special Times \| – \| \| 10. Januar 1999 – 13. Februar 1999 5 Wochen \| 5 \| Gölä \| Uf u dervo \| – \| \| 14. Februar 1999 – 27. März 1999 6 Wochen \| 6 \| Gotthard \| Open \| – \| \| 28. März 1999 – 10. April 1999 2 Wochen (insgesamt 3) \| 3 \| Britney Spears \| … Baby One More Time \| – \| \| 11. April 1999 – 24. April 1999 2 Wochen \| 2 \| Andrea Bocelli \| Sogno \| – \| \| 25. April 1999 – 1. Mai 1999 1 Woche (insgesamt 3) \| 3 \| Britney Spears \| … Baby One More Time \| – \| \| 2. Mai 1999 – 8. Mai 1999 1 Woche \| 1 \| The Cranberries \| Bury the Hatchet \| – \| \| 9. Mai 1999 – 29. Mai 1999 3 Wochen \| 3 \| Die Fantastischen Vier \| 4:99 \| – \| \| 30. Mai 1999 – 19. Juni 1999 3 Wochen \| 3 \| Backstreet Boys \| Millennium \| – \| \| 20. Juni 1999 – 14. August 1999 8 Wochen (insgesamt 9) \| 9 \| Gölä \| Wildi Ross \| – \| \| 15. August 1999 – 28. August 1999 2 Wochen (insgesamt 3) \| 3 \| Lou Bega \| A Little Bit of Mambo \| – \| \| 29. August 1999 – 4. September 1999 1 Woche (insgesamt 9) \| 9 \| Gölä \| Wildi Ross \| – \| \| 5. September 1999 – 11. September 1999 1 Woche (insgesamt 3) \| 3 \| Lou Bega \| A Little Bit of Mambo \| – \| \| 12. September 1999 – 18. September 1999 1 Woche \| 1 \| Whitney Houston \| My Love Is Your Love \| – \| \| 19. September 1999 – 16. Oktober 1999 4 Wochen \| 4 \| Céline Dion \| Au coeur du stade \| – \| \| 17. Oktober 1999 – 13. November 1999 4 Wochen \| 4 \| DJ BoBo \| Level 6 \| – \| \| 14. November 1999 – 27. November 1999 2 Wochen \| 2 \| Tina Turner \| Twenty Four Seven \| – \| \| 28. November 1999 – 22. Januar 2000 8 Wochen \| 8 \| Céline Dion \| All the Way… A Decade of Song \| – \| |                                           |                                           |                                           |                           |
| ← 1998 |                                           |                                           |                                           | → 2000 →                  |
| Zeitraum | Wo. ges.                                  | Interpret                                 | Titel                                     | Zusätzliche Informationen |
| (Zeitraum, Wochen auf Platz eins, Interpret, Titel, zusätzliche Informationen) |                                           |                                           |                                           |                           |
| 6. Dezember 1998 – 9. Januar 1999 5 Wochen | 5                                         | Céline Dion                               | These Are Special Times                   | –                         |
| 10. Januar 1999 – 13. Februar 1999 5 Wochen | 5                                         | Gölä                                      | Uf u dervo                                | –                         |
| 14. Februar 1999 – 27. März 1999 6 Wochen | 6                                         | Gotthard                                  | Open                                      | –                         |
| 28. März 1999 – 10. April 1999 2 Wochen (insgesamt 3) | 3                                         | Britney Spears                            | … Baby One More Time                      | –                         |
| 11. April 1999 – 24. April 1999 2 Wochen | 2                                         | Andrea Bocelli                            | Sogno                                     | –                         |
| 25. April 1999 – 1. Mai 1999 1 Woche (insgesamt 3) | 3                                         | Britney Spears                            | … Baby One More Time                      | –                         |
| 2. Mai 1999 – 8. Mai 1999 1 Woche | 1                                         | The Cranberries                           | Bury the Hatchet                          | –                         |
| 9. Mai 1999 – 29. Mai 1999 3 Wochen | 3                                         | Die Fantastischen Vier                    | 4:99                                      | –                         |
| 30. Mai 1999 – 19. Juni 1999 3 Wochen | 3                                         | Backstreet Boys                           | Millennium                                | –                         |
| 20. Juni 1999 – 14. August 1999 8 Wochen (insgesamt 9) | 9                                         | Gölä                                      | Wildi Ross                                | –                         |
| 15. August 1999 – 28. August 1999 2 Wochen (insgesamt 3) | 3                                         | Lou Bega                                  | A Little Bit of Mambo                     | –                         |
| 29. August 1999 – 4. September 1999 1 Woche (insgesamt 9) | 9                                         | Gölä                                      | Wildi Ross                                | –                         |
| 5. September 1999 – 11. September 1999 1 Woche (insgesamt 3) | 3                                         | Lou Bega                                  | A Little Bit of Mambo                     | –                         |
| 12. September 1999 – 18. September 1999 1 Woche | 1                                         | Whitney Houston                           | My Love Is Your Love                      | –                         |
| 19. September 1999 – 16. Oktober 1999 4 Wochen | 4                                         | Céline Dion                               | Au coeur du stade                         | –                         |
| 17. Oktober 1999 – 13. November 1999 4 Wochen | 4                                         | DJ BoBo                                   | Level 6                                   | –                         |
| 14. November 1999 – 27. November 1999 2 Wochen | 2                                         | Tina Turner                               | Twenty Four Seven                         | –                         |
| 28. November 1999 – 22. Januar 2000 8 Wochen | 8                                         | Céline Dion                               | All the Way… A Decade of Song             | –                         |

## Jahreshitparaden
| ← 1998 ← | Liste der Nummer-eins-Hits in der Schweiz | Liste der Nummer-eins-Hits in der Schweiz | Liste der Nummer-eins-Hits in der Schweiz | 2000 →   |
| \| Singles \| Position# \| Alben \| \| -------------------------------------------------------------------------------------------------------------------------------------------------------------------------- \| --------- \| ------------------------------------ \| \| Mambo No. 5 (A Little Bit Of …) Lou Bega Dámaso Pérez Prado \| 1 \| Uf u dervo Gölä \| \| Blue (Da Ba Dee) Eiffel 65 Maurizio Lobina, Gianfranco Randone \| 2 \| Wildi Ross Gölä \| \| … Baby One More Time Britney Spears Martin Karl Sandberg \| 3 \| Open Gotthard \| \| Big Big World Emilia Emilia Hanna Rydberg, Lars Olof Stig Andersson \| 4 \| My Love Is Your Love Whitney Houston \| \| My Love Is Your Love Whitney Houston Musik: Jerry Duplessis, Nel Wyclef Jean; Text: Nel Wyclef Jean \| 5 \| Believe Cher \| \| When You Believe Mariah Carey & Whitney Houston Stephen Laurence Schwartz, Kenneth Edmonds \| 6 \| … Baby One More Time Britney Spears \| \| I Want It That Way Backstreet Boys Martin Karl Sandberg, Andreas Mikael Carlsson \| 7 \| Millennium Backstreet Boys \| \| Believe Cher Brian Thomas Higgins, Paul Michael Barry, Steve Torch \| 8 \| Ricky Martin \| \| Wild Wild West Will Smith Willard C. Smith, Stevie Wonder, Robert D. Fusari, Mohandas Dewese, George Clinton Jr., William Earl Collins, Gregory E. Jacobs, Walter Morrison \| 9 \| Americana The Offspring \| \| Genie in a Bottle Christina Aguilera Pamela Eileen Sheyne, David Martin Frank, Steve Kipner \| 10 \| Come On Over Shania Twain \| |                                           |                                           |                                           |          |
| ← 1998 |                                           |                                           |                                           | → 2000 → |
| Singles | Position#                                 | Alben                                     |                                           |          |
| Mambo No. 5 (A Little Bit Of …) Lou Bega Dámaso Pérez Prado | 1                                         | Uf u dervo Gölä                           |                                           |          |
| Blue (Da Ba Dee) Eiffel 65 Maurizio Lobina, Gianfranco Randone | 2                                         | Wildi Ross Gölä                           |                                           |          |
| … Baby One More Time Britney Spears Martin Karl Sandberg | 3                                         | Open Gotthard                             |                                           |          |
| Big Big World Emilia Emilia Hanna Rydberg, Lars Olof Stig Andersson | 4                                         | My Love Is Your Love Whitney Houston      |                                           |          |
| My Love Is Your Love Whitney Houston Musik: Jerry Duplessis, Nel Wyclef Jean; Text: Nel Wyclef Jean | 5                                         | Believe Cher                              |                                           |          |
| When You Believe Mariah Carey & Whitney Houston Stephen Laurence Schwartz, Kenneth Edmonds | 6                                         | … Baby One More Time Britney Spears       |                                           |          |
| I Want It That Way Backstreet Boys Martin Karl Sandberg, Andreas Mikael Carlsson | 7                                         | Millennium Backstreet Boys                |                                           |          |
| Believe Cher Brian Thomas Higgins, Paul Michael Barry, Steve Torch | 8                                         | Ricky Martin                              |                                           |          |
| Wild Wild West Will Smith Willard C. Smith, Stevie Wonder, Robert D. Fusari, Mohandas Dewese, George Clinton Jr., William Earl Collins, Gregory E. Jacobs, Walter Morrison | 9                                         | Americana The Offspring                   |                                           |          |
| Genie in a Bottle Christina Aguilera Pamela Eileen Sheyne, David Martin Frank, Steve Kipner | 10                                        | Come On Over Shania Twain                 |                                           |          |